# 极限17：羽你同行
《极限17：羽你同行》（英語：Project 17: Side By Side），2019年中国青春運動勵志劇。由梁靖康、杨超越、祝子杰领衔主演，腾讯视频、芒果TV于2019年8月13日首播。

## 播出时间
| 频道     | 所在地                                 | 播出日期      | 播出时间                    | 备注                       |
| -------- | -------------------------------------- | ------------- | --------------------------- | -------------------------- |
| 腾讯视频 | 中国                                   | 2019年8月13日 | 每週二 20:00 會員提前看下週 |                            |
| 芒果TV   | 中国                                   | 2019年8月13日 | 每週二 20:00 會員提前看下週 |                            |
| WeTV     | 泰國、 臺灣、 印度、 马来西亚、 菲律賓 | 2019年8月15日 | 會員提前看下週              | 不同地区解锁时间和日期不同 |
| YOUTUBE  | 越南                                   | 2019年8月15日 |                             |                            |

## 简介
自小被自闭症困扰的哥哥平安由，因自己身上显露的运动天赋在羽毛球运动中获得肯定，与弟弟子豪开启了羽毛球兄弟双打，平安在训练和比赛中获得了自信，病情也因为规律的运动有所稳定。在羽毛球馆打工的小娜，性格俏皮开朗，从小与兄弟二人关系亲近，对子豪暗生情愫。但子豪却因为自身身体素质和天赋，对职业生涯有了另外的想法，这一切又因为两个家庭之间的一个“不为人知”的秘密，产生了更多矛盾与冲突…

## 演员列表

### 主要演员
| 演員                      | 角色   | 介紹 |
| 梁靖康                    | 王平安 | 子豪同父異母的哥哥，患有自閉症，熱愛羽毛球，並且有著過人的羽毛球天賦。從小與志趣相投的弟弟子豪一同訓練羽毛球雙打，訂下了“雙打世界冠軍”的約定。 |
| 杨超越                    | 小娜   | 性格俏皮開朗的少女，假期在爺爺的羽毛球館幫工，與平安、子豪兩兄弟從小相識，關係親近。暗戀的人是子豪。                                           |
| 祝子杰 （童年：石悅安鑫） | 陈子豪 | 平安同父異母的弟弟，也是與平安合作默契的羽毛球雙打拍檔。溫柔懂事，在生活中和日常訓練、比賽中一直照顧著哥哥。喜歡小娜                           |

### 其他演员
| 演員   | 角色     | 介紹                       |
| 刘琳   | 李芳     | 平安的妈妈                 |
| 杨童舒 | 陈琳     | 子豪的妈妈，前國家隊運動員 |
| 李建义 | 小娜爷爷 | 前国家队教练               |
| 钟易轩 | 浩然     |                            |
| 段志豪 | 郑宇     |                            |
| 赖美云 | 小羽     |                            |

## 電視劇歌曲
| 歌名                  | 演唱者                                                                  | 作詞           | 作曲   | 備註   |
| 《17》                | 毛不易                                                                  | 代岳東         | 歐中建 | 主題曲 |
| 《Never Stand Still》 | 張洢豪、鐘易軒、朱致靈、薛澤源、祝子傑、 斯外戈、郭子凡、邱虹凱、陳澤希 | 代岳東         | 姚云   | 片頭曲 |
| 《Never Stand Still》 | 楊超越、賴美雲、徐夢潔                                                  | 代岳東         | 姚云   | 推廣曲 |
| 《Stop the Time》     | 張洢豪                                                                  | 張洢豪、馬蘊涵 | 張洢豪 | 推廣曲 |